# Fins
Fins ist eine französische Gemeinde mit 279 Einwohnern (Stand 1. Januar 2022) im Département Somme in der Region Hauts-de-France, im Norden von Frankreich. Die Gemeinde gehört zum Kanton Péronne.

## Geographie
Die Gemeinde liegt an der Kreuzung der Départementsstraßen 917 (ehemals Nationalstraße N17 Paris – Senlis – Cambrai), die hier aus einem nördlichen Verlauf in einen nordöstlichen Verlauf abknickt, D58 (Teil des Systems der Chaussée Brunehaut) und D55 13 km nordnordöstlich von Péronne im Vermandois.

## Toponymie und Geschichte
Der Gemeindename wird nach der Lage in der Nähe der Grenze zwischen den belgischen Stämmen der Nervier und der Viromanduer sowie zwischen den Diözesen Cambrai und Noyon vom lateinischen Begriff „fines“ (Grenze) abgeleitet. 
Die Gemeinde erhielt als Auszeichnung das Croix de guerre 1914–1918.

## Einwohner
| 1962 | 1968 | 1975 | 1982 | 1990 | 1999 | 2006 | 2010 | 2020 |
| ---- | ---- | ---- | ---- | ---- | ---- | ---- | ---- | ---- |
| 330  | 313  | 296  | 258  | 243  | 257  | 268  | 280  | 280  |

## Verwaltung
Bürgermeister (maire) ist seit 2001 Daniel Decodts.

## Sehenswürdigkeiten
- Kirche Saint-Martin
- Kriegerdenkmal

## Persönlichkeiten
- Charles-Henri Michel, Maler, geboren in Fins 1817, gestorben in Paris 1905